# Pomorzanki
Pomorzanki [pronunciación en polaco: /pɔmɔˈʐaŋki/] es un pueblo en el distrito administrativo de Gmina Gostynin, dentro del condado de Gostynin, Voivodato de Mazovia, en el centro-este de Polonia. Se encuentra a unos 12 kilómetros al oeste de Gostynin y a 117 kilómetros al oeste de Varsovia.
El pueblo tiene una población de 90 habitantes según el censo de 2012.